# Felsőboldogfalvi református templom
A felsőboldogfalvi református templom a község központjában álló középkori épület, amelyet középmagas, zsindelyezett kőfal övez. Hargita megye műemlékeinek hivatalos jegyzéke műemléképületként tartja nyilván.

## A templom története

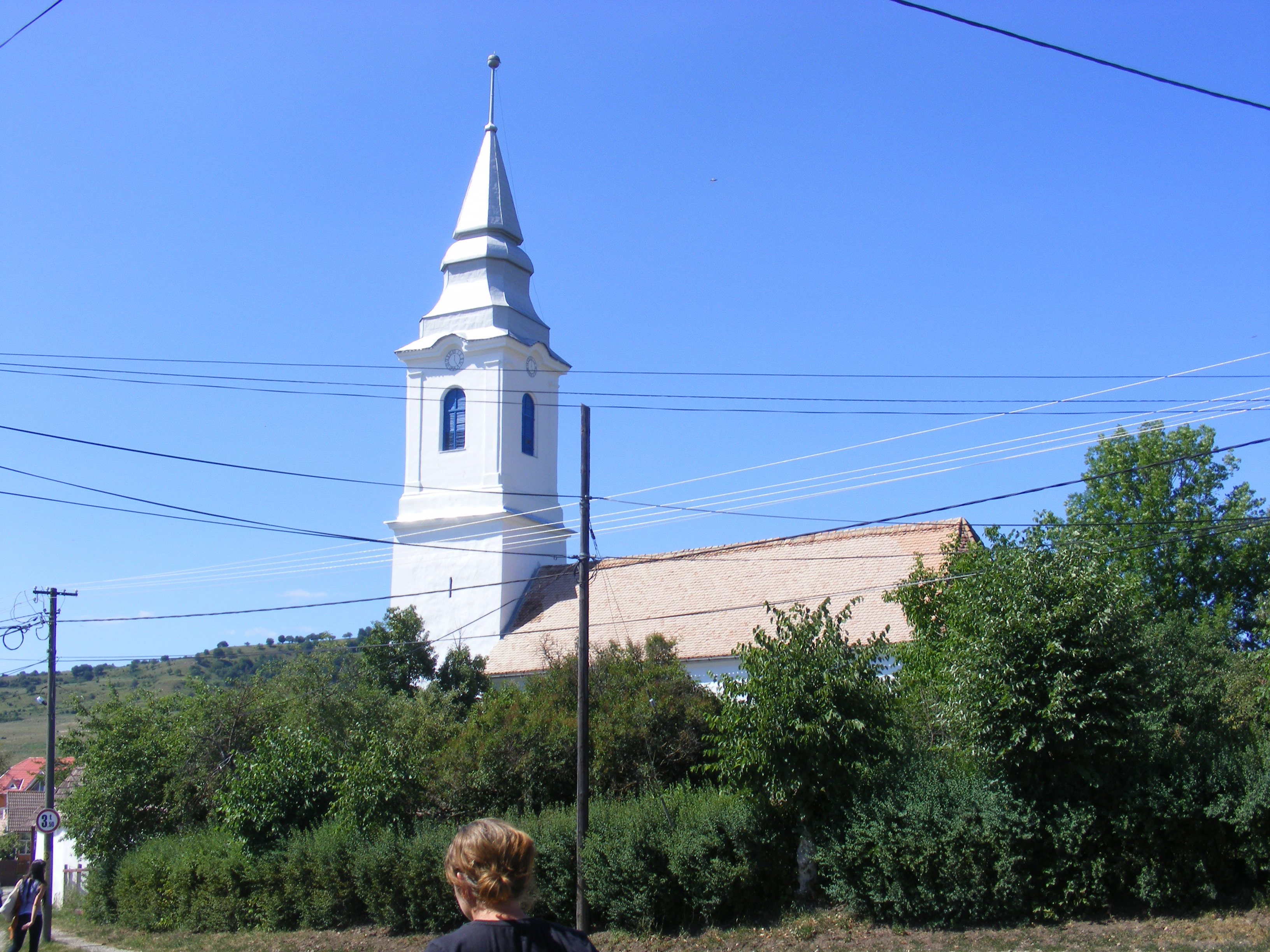
A templom

Felsőboldogfalva egyházát először az 1333. évi pápai tizedjegyzékben említették  de Villa Sancte Marié néven. 1497-ben a korabeli dokumentumokban Boldogazzonfalvaként jegyezték be, ami azt bizonyítja, hogy Szűz Mária tiszteletére szentelt temploma volt.  Az 1567-es  a regestrumban  5 kapuval szerepelt, 1576-ban Felső Boldog Asszonyfalva  volt a neve.
1333-ban már plébániatemploma volt,  a pápai tizedjegyzék szerint 2 régi banálist fizettek.   A templom építése három korszakra osztható. Az első szakasz a 12. századra, vagy az  1241-es tatárjárást megelőző időszakra tehető. A  kisebb méretű templom létét egyenes záródású szentélyének feltárt alapjai bizonyítják.
A hajdani templomot a második szakaszban, a 13. században bővítették, a szentélyét egyenes záródással meghosszabbították. Abból az időszakból való mai hajója, a félköríves déli és a csúcsíves nyugati kapu, a diadalív nyílástávolsága és vállköve, a falképek, valamint a déli fal csúcsíves ablaka.
A harmadik szakaszban templom építésekor figyelembe vették az előző elhelyezését és méretét. A templom ma a 15. századi átépítés formájában látható. A régi hajót új, sokszögzáródású, késő gótikus szentéllyel toldották meg, a hajót beboltozták és támpillérekkel erősítették, a nyugati homlokzat elé tornyot építettek.
Az  1661-es tatárbetörések alkalmával megrongált templomot 1670-ben javították ki.
Az 1974-es munkálatok során a mészréteg alól az északi fal egy kis szakaszán és a diadalív falán falképeket tártak fel. 
A templom részben középkori tornyát 1869-ben magasították.

## A templom leírása

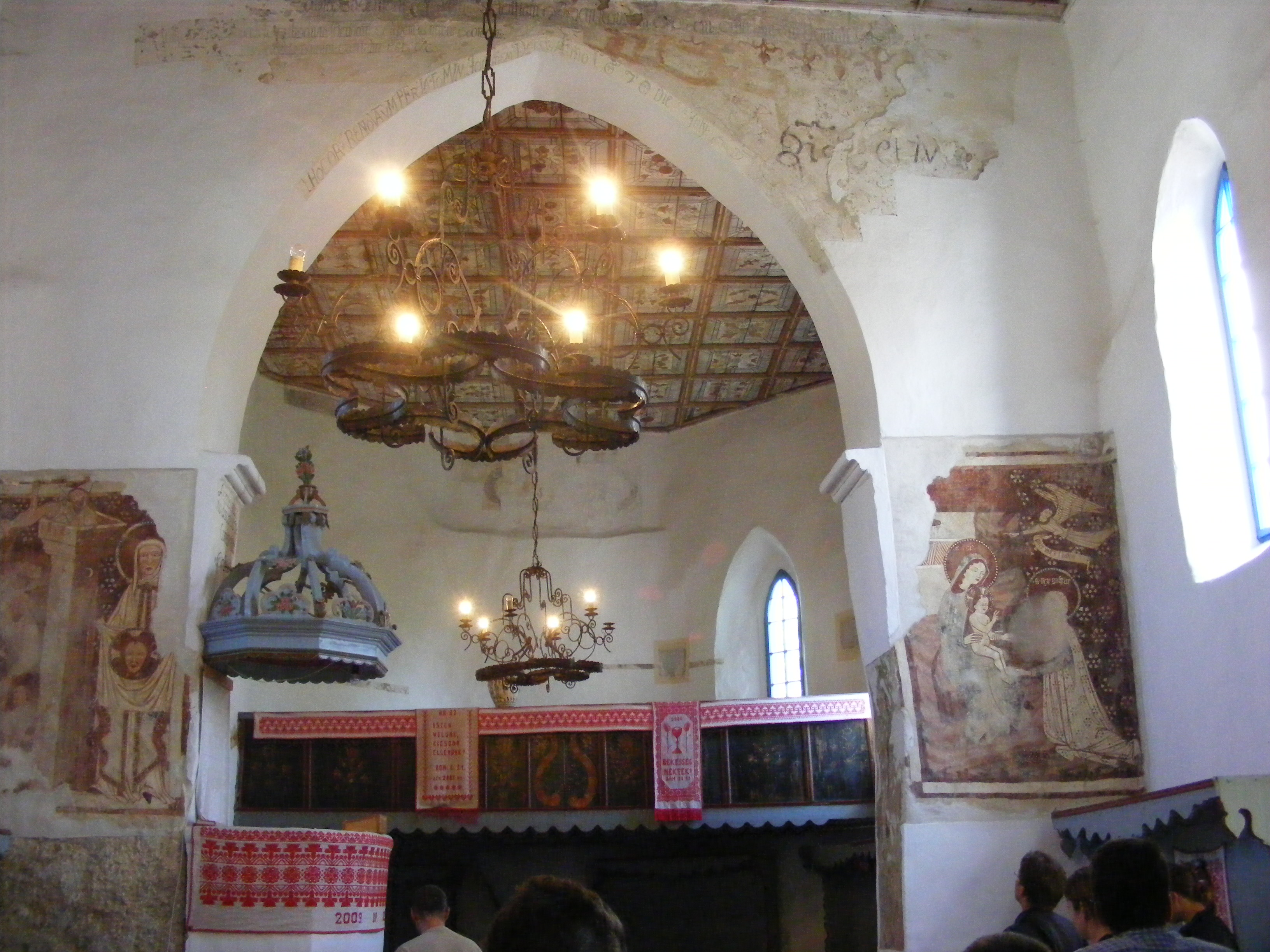
A templom belseje

A hármas térfűzésű, keletelt templom nyugati felén áll a torony, amelyhez a támpillérsoros hajó és a közös tető alatt a vele egy szélességű, sokszögzáródású szentély csatlakozik. A torony 12 m magasságig középkori eredetű, a külső falat erős övpárkány koszorúzza, ezen emelkedik az 1868 után épített nagy ablakos, óraíves párkánnyal zárt felső rész,  a megtört vonalú toronysisakkal.
A hajó nyugati bejárata csúcsíves, kőkerete hengertagos profilt mutat. A déli falat a diadalívig egy támpillér tagolja, az első falmezőben kis szegmentíves ablak van, a második falmezőhöz ívelt oromzatú portikusz csatlakozik a déli félköríves bejárat előtt. A hajó északi falát két támpillér osztja szét: a kelet felőli első falmezőben egy nyitott ablak található, nyugat felé a fal kidomborodik, ahol hajdan toldaléképület állhatott.
A hajóval azonos szélességű szentély a nyolcszög három oldalával zárul, déli és délkeleti falát  csúcsíves ablakok törik át, a keleti falban is ugyanilyen ablak nyílott, de később befalazták. A templom belsejében a későbbi átalakítások jelei látszanak, hajdani boltozatának látható nyomai vannak. A hajófalak felfelé keskenyednek, de a középmagasságban észlelhető domborulatokon a gyámkövek nyomai láthatók. A hajót és a szentélyt 1670-ből származó festett kazettás mennyezet fedi.
A csúcsíves diadalív, amely a hajót és szentélyt választja el, erőteljes beugrású, profilozott vállkövei ferde metszésen alakított vályúzatot mutatnak. A hajó északi oldalán található  a szószék.
A szentély falain a hajdani boltozat fiókjai és gyámkőhelyei látszanak, ahonnan a legutóbbi javításkor késő gótikus idomtégla-töredékek kerültek elő.
A középkori templom felszereléséből egy részben átalakított gótikus kehely maradt meg, amely már a legrégebbi leltárak is említenek. A kehely talpán az IHESUS — MARIA felirat olvasható.
Régi harangja 1715-ben készült, amelyet 1848-ban ágyúöntésre használtak fel. Az új harangok gyűjtésére 1863-67 között került sor,  a két harang 1925-ben készült Resicán. 
A brassói Nagy József által 1894-ben épített orgonát 1895-ben szentelték fel, a 200 évvel régebbi orgonát a székelyudvarhelyi ferencrendi szerzetesektől vásárolták.
A rokokó stílusban készült szószék koronája 1807-ből származik. A fából készült úrasztalát 1789-ben adományozta Derzsi Lőrinc. A fakarzat tartógerendáján az 1805-ös évszám olvasható. 
A templomot középmagas kőkerítés övezi, amely a 14. században épülhetett.

## A falképek

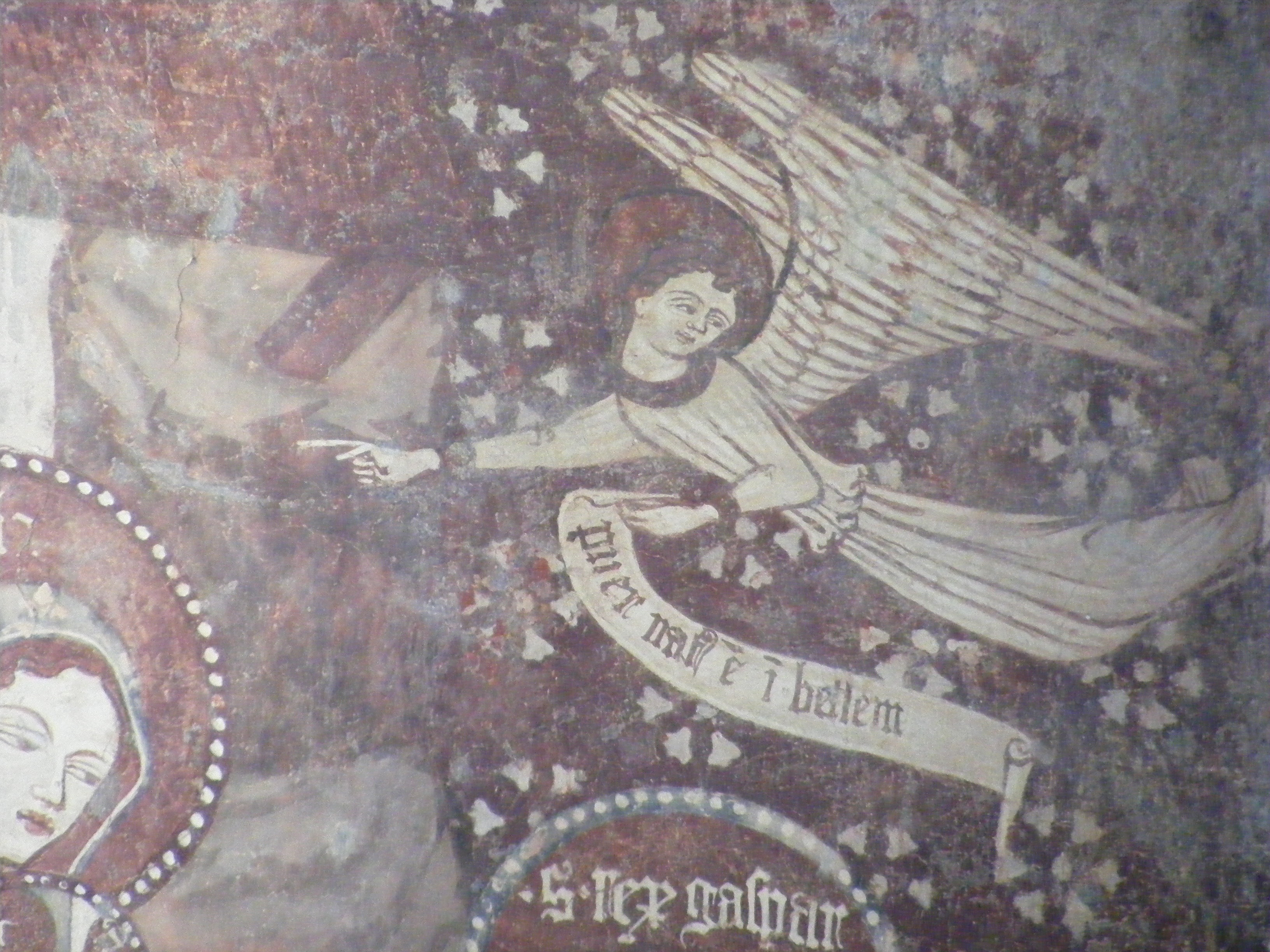

Az északi fal ablakától a diadalívig terjedő szakaszon és a diadalív falán az 1974 -1975-ös javításkor falképekre bukkantak, akkor a hajó és a szentély padlója alatt két korábbi szentély alapfalai kerültek elő. A hajóban megtalált alapfal a diadalív nyílásszélességével megegyező szélességű, az egyenes záródású kis szentély és a hozzá tartozó hajó keleti és délkeleti falszögletének alapja.
A gótikus szentély alatti alapfal egy nagyobb négyzet alapú egyenes záródású szentély fundamentuma, amely a mai hajó korábbi szentélyéül szolgált. Az északi falon megjelenő 120 x 180 cm-es falkép Szent Miklós egyik jótevő csodáját mutatja be.
A diadalív északi oldalfalán 140 x 180 cm felületen a Keresztről való levétel jelenete látható Veronika kendőjével. A diadalív falának déli oldalán a Királyok imádása közismert jelenete körvonalazódik.
A  a 15. század első feléből származó, magas művészi szinten készült felsőboldogfalvi falképeket az erdélyi falképfestészet értékes emlékei között tartják számon. Az arctípusok, a ruházat, a fehér gyöngysorral szegélyezett glóriák, a rozettás díszű háttér, valamint a feliratok betűtípusai is a székelyderzsi templom déli falának falképeivel mutatnak hasonlóságot. 
Az átmeneti korból származó hajó falait az új szentély építése és a hajó gótikus átalakítása előtt ezen  falképekkel díszítették.
A falképek az 1974-es munkálatok során kerültek elő a mészréteg alól az északi fal egy kis szakaszán és a diadalív falán. 
A kép szélei csonkultak, a középen térdeplő Gáspár arca megsemmisült, Menyhárt és Boldizsár nem látszanak.
A jelenet jobb oldalán, kék palástban Mária ülő alakja jelenik meg, igen finom arcvonásokkal megfestve, feje fölött a glóriában minuszkulás S. MA névbetűje. Két kezével az ölében ülő meztelen gyermek Jézust tartja, glóriájában az IHS — X névbetűkkel. Jobbját áldólag emeli az előtte díszes, világos alapú rozettákkal ékesített palástban térdeplő Gáspár felé, az ő glóriájának felirata: S. REX GASPAR. 
A hódoló király fölött kiterjesztett szárnyú angyal repül át, jobb oldalán Mária és a Gyermek, balfelől az alábbi szöveg olvasható: PUER NAT. E. I. BETLEM. 
A harmonikusan elrendezett jelenetben a vörös háttér fehér rozettákkal díszített.